# Tweede Slag om Charkov
De Tweede Slag om Charkov (Russisch: Харьковская операция, Charkovskaja operatsija, Oekraïens: Перша битва за Харків) was de tweede van een reeks veldslagen die in de Tweede Wereldoorlog werden gestreden rond de plaats Charkov in Oekraïne, dat toen deel uitmaakte van de Sovjet-Unie. De slag was onderdeel van een tegenoffensief van de Sovjettroepen om de Duitse troepen terug te dringen en vond plaats tussen 12 mei en 28 mei 1942.

## Achtergrond
In de winter van 1941-1942 voerden de Sovjettroepen een groot offensief uit tegen de Duitsers met enorme verliezen aan beide kanten. Tegen het einde van februari 1942 begonnen de Sovjets uitgeput te raken. Jozef Stalin was echter ervan overtuigd dat de Duitsers bijna aan hun eind waren, en in een toespraak op 7 november 1941 zei hij dat de Duitse legers vernietigd konden worden in de lente of de zomer van 1942. Hij besloot de zwakte binnen het Duitse leger uit te buiten door een nieuw offensief te starten in de lente.
Stalins generaals Boris Sjaposjnikov, Aleksandr Vasilevski en Georgi Zjoekov bepleitten een meer defensieve houding. Stalin was ervan overtuigd, dat als ze een offensief over het hele front in de lente zouden uitvoeren, dit de Duitsers zou destabiliseren, voordat ze een kans zouden krijgen om opnieuw het initiatief te nemen. Dit moest voorkomen worden, omdat dit de val zou kunnen betekenen van Moskou. Ondanks kritiek van zijn generaals besloot Stalin de Duitsers te verrassen met het uitvoeren van 'plaatselijke offensieven'.
Aan het einde van de lente van 1942 was het Rode Leger aan het oostfront kwantitatief aanzienlijk sterker geworden dan de Wehrmacht. Het Rode Leger had zo'n 5.600.000 man, 3900 tanks, 44.900 stukken geschut en 2200 vliegtuigen. De Wehrmacht had weliswaar in totaal 6.200.000 man, 3229 tanks, 57.000 stukken geschut en 3395 vliegtuigen maar daarvan was minder dan de helft in het oosten aanwezig. In mei 1942 was de Duitse sterkte ongeveer tweeënhalf miljoen man en 1167 inzetbare tanks.

## Het offensief

### Beginfase
Het offensief door het Rode leger begon om 6:30 in de morgen van 12 mei 1942, geleid door een uur durende geconcentreerde artillerieaanval, en gevolgd door een twintig minuten durende luchtaanval op de Duitse posities. Het grondoffensief begon om 7:30. De Sovjets ondervonden verzet vanuit de Duitse verdedigingsstellingen. Deze stellingen werden langzaam uitgeschakeld door geconcentreerde lucht- en artillerieaanvallen, samen met gecoördineerde grondaanvallen tegen versterkte stellingen. De zwaarste gevechten vonden plaats bij de plaats Nepokrytaja waar de Duitsers drie tegenaanvallen uitvoerden. Aan het eind van de dag was de grootste penetratie door Sovjet strijdkrachten 10 km, de voortgang van de Sovjettroepen was klein en het leger behaalde slechts kleine overwinningen. Sovjets die de sector Vovtsjansk waren ingetrokken, waren nog maar 12 km van de stad Charkov verwijderd.

### Tweede fase
Op 15 en 16 mei was er nog een offensief van de Sovjets in het noorden, die hetzelfde verzet tegenkwamen als drie dagen voordien. De Duitsers bleven het volhouden tegen de Sovjets. De Sovjets leden een tekort aan zware wapens, waardoor het moeilijk voor hen was om versterkte verdedigingsposities uit te schakelen. De volgende dag probeerden de Sovjets weer aan te vallen, maar ze werden gestopt door tegenaanvallen van Duitse tanks. De uitgeputte divisies van de Sovjets kregen moeite om hun eigen stellingen te behouden. De Luftwaffe voerde steeds hevigere luchtaanvallen uit op de Sovjets in het zuiden, die eerder succes hadden geboekt. De Duitsers haalden versterking vanuit het zuiden, inclusief luchteenheden die werden overgeplaatst vanuit de Krim.

### 1ste Pantserleger voert een tegenaanval uit

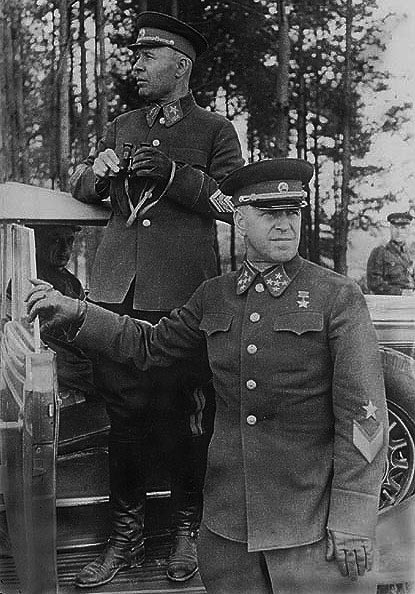
Generaal Semjon Timosjenko, die de Tweede Slag om Charkov leidde

Op 17 mei hadden de Duitsers het initiatief weer in handen. Het 3e Gemotoriseerde Korps samen met het 44e Legerkorps onder bevel van de Armeegruppe von Kleist begonnen een tegenaanval bij het bruggenhoofd van Barvinkove in het gebied van Oleksandrivka in het zuiden. Sterk ondersteund door de luchtmacht kon Kleist de Sovjetstellingen vernietigen en in de eerste dag 10 km voortgang boeken. Vasilevski vroeg toestemming om terug te trekken maar Stalin wees dit af.
Op 18 mei werd de situatie voor de Sovjets slechter en de Stavka vroeg weer om het offensief te stoppen en het 9e Leger te laten uitbreken. Semjon Timosjenko en Nikita Chroesjtsjov zeiden dat de komende bedreiging van de Wehrmacht overdreven was en Stalin wees de terugtrekking opnieuw af.
Op 19 mei was Friedrich Paulus onder bevel van Fedor von Bock begonnen met een offensief vanuit het gebied Merefa in het noorden in een poging de overblijvende Sovjettroepen te omsingelen. Op dat moment gaf Stalin de toestemming aan Georgi Zjoekov om het offensief te staken en terug te trekken, alleen was dit al te laat. De Duitsers boekten veel succes tegen de Sovjetverdediging.
Op 20 mei werden meer Duitse divisies in de strijd geworpen. Zij vernietigden de overgebleven delen van Sovjetdivisies, wat de Duitsers de mogelijkheid gaf om verder te gaan.
Op 21 mei hergroepeerde commandant Timosjenko succesvol de Sovjetlegers. Op 22 mei gaf hij de opdracht om terug te trekken en tegelijk bereidde hij een aanval voor voor 23 mei. Deze tegenaanval zou moeten worden uitgevoerd door het 9e Leger en het 57e Leger. Hoewel de Sovjets wanhopig de Duitsers proberen af te slaan, voerden ze enkele tegenaanvallen uit, om kleine omsingelde groepen te bevrijden, maar faalden hierin.
Op 24 mei waren de Sovjets in de buurt van Charkov volledig omsingeld door de Duitsers die meer divisies naar het front hadden gestuurd, wat de druk op de Sovjets vergrootte en wat uiteindelijk hun ondergang betekende.

### Sovjettroepen omsingeld
Op 25 mei kwam de eerste grote poging van de Sovjets om de omsluiting van de Duitsers te breken, tevergeefs.
Op 26 mei waren de overlevende Sovjets gedwongen om te verblijven in overvolle stellingen op een gebied van ruwweg 15 km². De Sovjets probeerden uit te breken op 30 mei.
De Tweede Slag om Charkov maakte een einde aan de reeks Sovjetsuccessen sinds het begin van hun winteroffensief.